# Velicika, Tărgoviște
Velicika (în bulgară Величка) este un sat în comuna Omurtag, regiunea Tărgoviște,  Bulgaria. 

## Demografie
Componența etnică a satului Velicika
     Turci (95,39%)
     Nicio identificare (4,6%)
     Altele (0%)
La recensământul din 2011, populația satului Velicika era de 391 locuitori. Din punct de vedere etnic, majoritatea locuitorilor (95,39%) erau turci. Pentru 4,6% din locuitori nu este cunoscută apartenența etnică.